# Maxim Alexejewitsch Kizyn
Maxim Alexejewitsch Kizyn (russisch Максим Алексеевич Кицын; * 24. Dezember 1991 in Nowokusnezk, Russische SFSR) ist ein russischer Eishockeyspieler, der seit August 2018 bei HK Saryarka Karaganda unter Vertrag steht.

## Karriere
Maxim Alexejewitsch Kizyn begann seine Karriere als Eishockeyspieler in seiner Heimatstadt in der Nachwuchsabteilung von Metallurg Nowokusnezk, für dessen zweite Mannschaft er von 2007 bis 2009 in der Perwaja Liga, der dritten russischen Spielklasse, aktiv war. In der Saison 2008/09 gab der Flügelspieler parallel sein Debüt für die Profimannschaft Metallurgs in der neu gegründeten Kontinentalen Hockey-Liga. In seinem Rookiejahr erzielte er in 31 Spielen fünf Tore und gab zwei Vorlagen. Nach einer weiteren Spielzeit in der KHL wurde der russischen Junioren-Nationalspieler im NHL Entry Draft 2010 in der sechsten Runde als insgesamt 158. Spieler von den Los Angeles Kings ausgewählt.

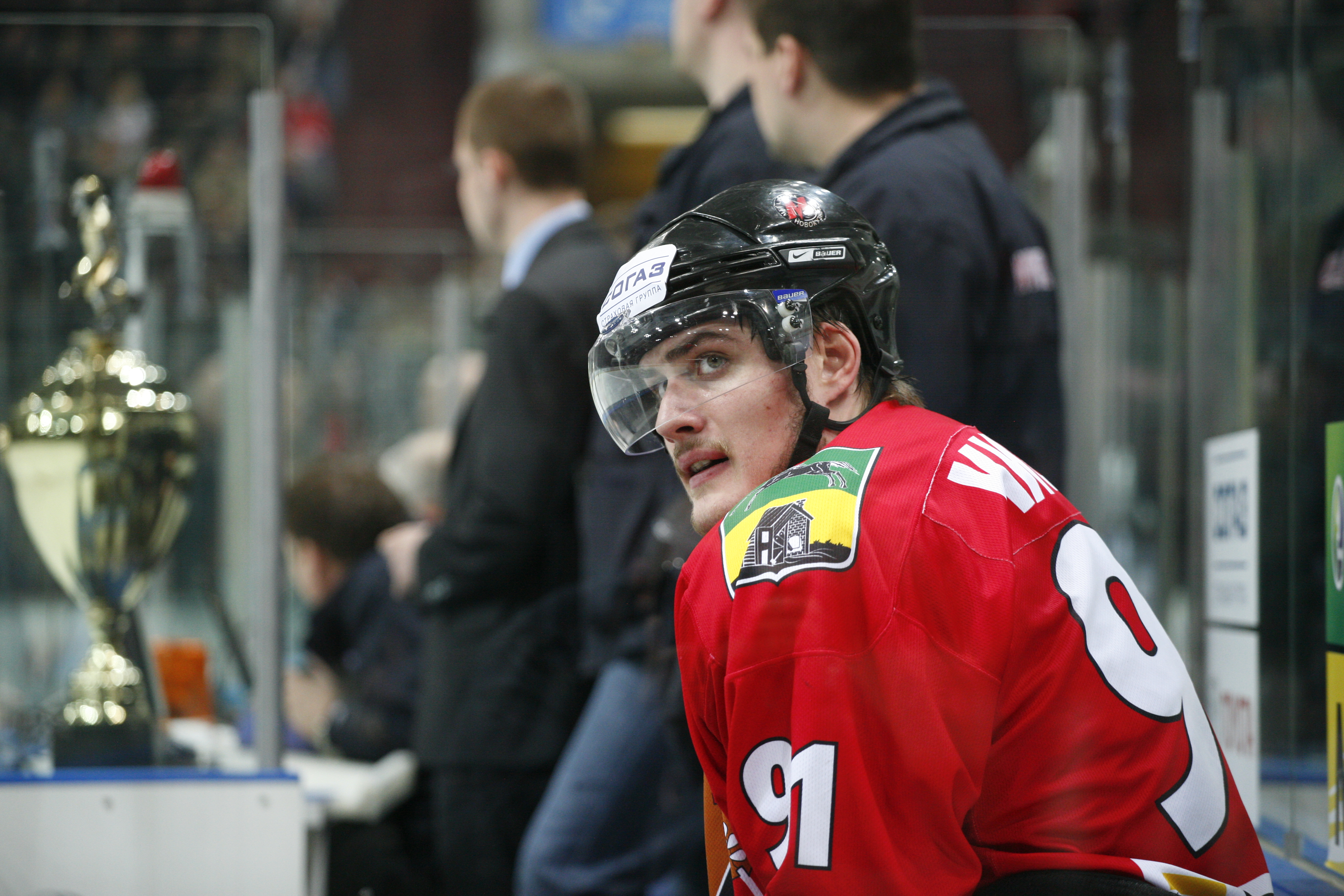
Im Trikot der Kusnezkje Medwedi (2010)

Die Saison 2010/11 begann Kizyn erneut bei Metallurg Nowokusnezk in der KHL, wechselte jedoch am 6. Januar 2011 zu den Mississauga St. Michael’s Majors in die kanadische Juniorenliga Ontario Hockey League, nachdem diese ihn im Sommer 2010 im CHL Import Draft in der ersten Runde als insgesamt 17. Spieler ausgewählt hatten.
Im Sommer 2011 kehrte er zu seinem Heimatverein zurück und absolvierte in der Folge 32 KHL-Partien für diesen. Parallel kam er weiterhin bei den Kusnezkje Medwedi in der Molodjoschnaja Chokkejnaja Liga sowie beim Partnerteam Jermak Angarsk in der Wysschaja Hockey-Liga zum Einsatz. Im August 2012 wechselte er innerhalb der KHL zu Torpedo Nischni Nowgorod, wurde anschließend aber meist beim HK Sarow eingesetzt.
Im Juli 2013 unterzeichnete der Russe einen dreijährigen Einstiegsvertrag bei den Los Angeles Kings.

### International
Für Russland nahm Kizyn an der U18-Junioren-Weltmeisterschaft 2009 sowie den U20-Junioren-Weltmeisterschaften 2010 und 2011 teil. Mit der U18-Nationalmannschaft wurde er 2009 Vizeweltmeister, mit der U20-Nationalmannschaft 2011 Weltmeister.

## Erfolge und Auszeichnungen
- 2008 KHL-Rookie des Monats September
- 2009 Silbermedaille bei der U18-Junioren-Weltmeisterschaft
- 2011 Goldmedaille bei der U20-Junioren-Weltmeisterschaft

## Karrierestatistik

### International
(Legende zur Spielerstatistik: Sp oder GP = absolvierte Spiele; T oder G = erzielte Tore; V oder A = erzielte Assists; Pkt oder Pts = erzielte Scorerpunkte; SM oder PIM = erhaltene Strafminuten; +/− = Plus/Minus-Bilanz; PP = erzielte Überzahltore; SH = erzielte Unterzahltore; GW = erzielte Siegtore; 1 Play-downs/Relegation; Kursiv: Statistik nicht vollständig)

## Familie
Maxims Bruder Kirill ist ebenfalls ein professioneller Eishockeyspieler. Auch ihr Vater Alexei war ein Profi-Eishockeyspieler und wurde u. a. mit der Sowjetunion U18-Junioren-Europameister.